# غريغ دالبي
غريغ دالبي (بالإنجليزية: Greg Dalby)‏ هو لاعب كرة قدم أمريكي، ولد في 3 نوفمبر 1985 في شاطئ نيوبورت في الولايات المتحدة. شارك مع منتخب الولايات المتحدة تحت 20 سنة لكرة القدم. أما مع النوادي، فقد لعب مع كولورادو رابيدز ونادي رويال شارلروا ونادي شمال كارولاينا.

## وصلات خارجية
- غريغ دالبي على موقع الدوري الأمريكي (الإنجليزية)
- غريغ دالبي على موقع قاعدة بيانات كرة القدم.إي يو (الإنجليزية)
- غريغ دالبي على موقع Soccerway.com (الإنجليزية)